# Pot ș-așa ceva

Fluturaş de la lansarea Pot ş-aşa ceva

Pot ș-așa ceva este un film românesc de amatori realizat în 2007 de un grup de tineri practicanți ai skateboardingului cu scopul de a promova acest sport.

## Realizare
Pot ș-așa ceva a luat naștere în toamna anului 2005 atunci când Andrei Georgescu și Paul Ballo s-au gândit să realizeze împreună un film de skate. Proiectul a stagnat ceva vreme din cauza lipsei de echipamente, perioadă în care cei doi au adunat cât mai mulți skateri din București și nu numai. În scurt timp li s-au alăturat Andrei "Pompa", Gabi Bolat, George Bălașa, Sean McDannel, Brandon Rutherford, Bobo și Alex Costin.
Filmările au început în vara anului 2006 și s-au terminat cu câteva ore înaintea lansării filmului pe www.libertv.ro. Accidentările au încetinit apariția materialului, însă până la urmă totul s-a terminat cu bine. Implicați de asemenea în proiect au fost Tibi Popescu (grafică), Lucian Năstase (montaj) și Florin Vitzman (fotografie).
În film există o parte la final dedicată riderului Globe, Kilian Heuberger. Kilian Heuberger este primul pro skater prezent într-un film de skate românesc.
Pot ș-așa ceva a participat la Festivalul Dakino din toamna anului 2007.

## Urmarea - „Atenție intră Regele”
Pot ș-așa ceva 2 - Atenție intră Regele este continuarea filmului, rideri noi precum Vladimir Moldovanu (Yoz), Nicolae Anghel (Niki), Răzvan Popescu sau Tânăru' alăturându-se echipei PSC. Ziare și reviste cum ar fi Compact București sau Maxim au scris despre inițiativele și realizările grupului PSC.
PSC 2 participă la festivalul internațional de skatevideouri Street Zinema ce va avea loc în septembrie 2008 la San Sebastian, Spania. Filmul este disponibil pe siteul oficial al echipei la secțiunea download.